# Fay (Somme)
Fay település Franciaországban, Somme megyében. Lakosainak száma 93 fő (2022. január 1.). Fay Dompierre-Becquincourt, Assevillers, Estrées-Deniécourt, Fontaine-lès-Cappy, Foucaucourt-en-Santerre és Soyécourt községekkel határos.

## Népesség
A település népességének változása:
| Lakosok száma | 109  | 106  | 107  | 103  | 101  | 100  | 98   | 96   | 93   |
|               | 2013 | 2015 | 2016 | 2017 | 2018 | 2019 | 2020 | 2021 | 2022 |